# Płaszczka plamista

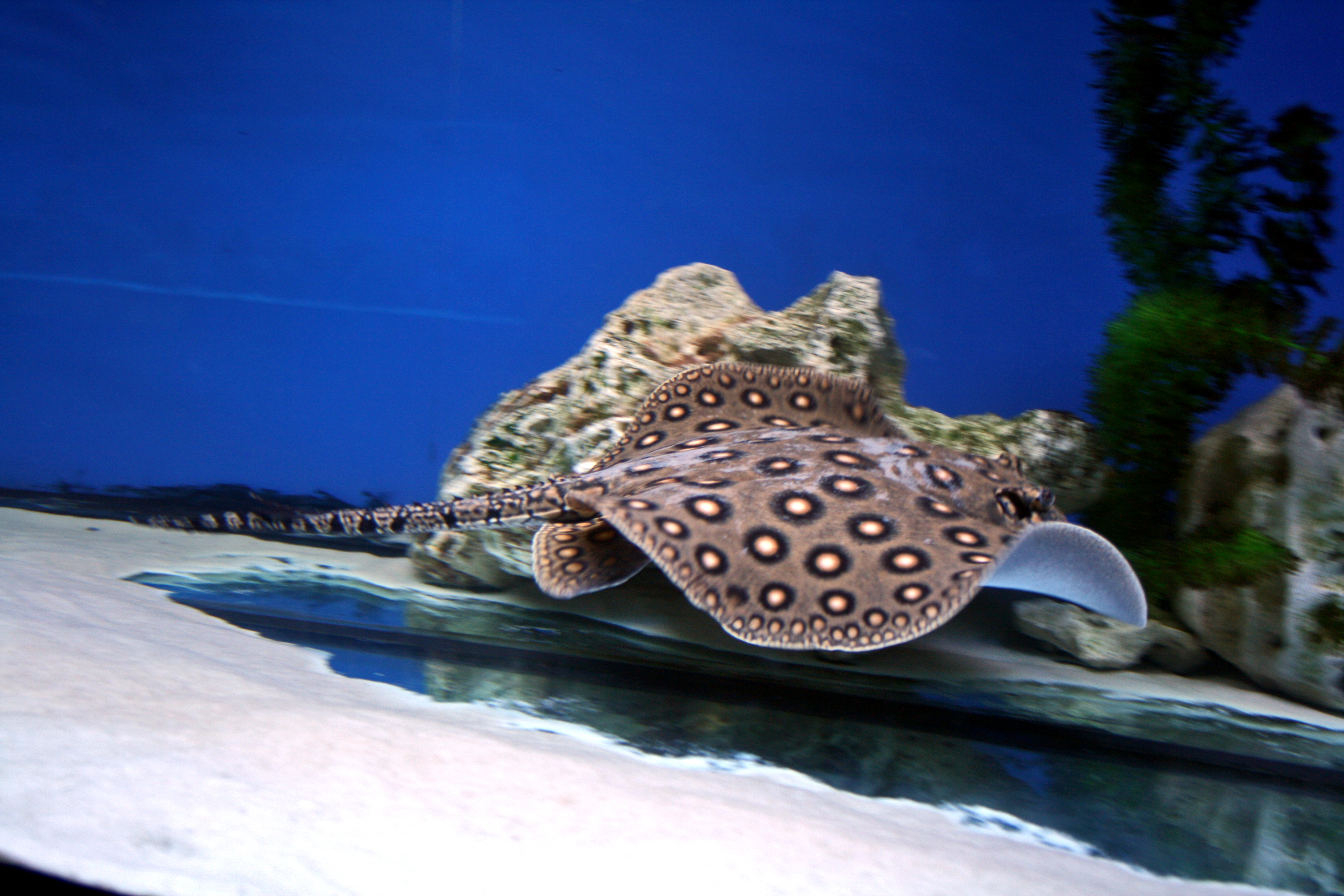

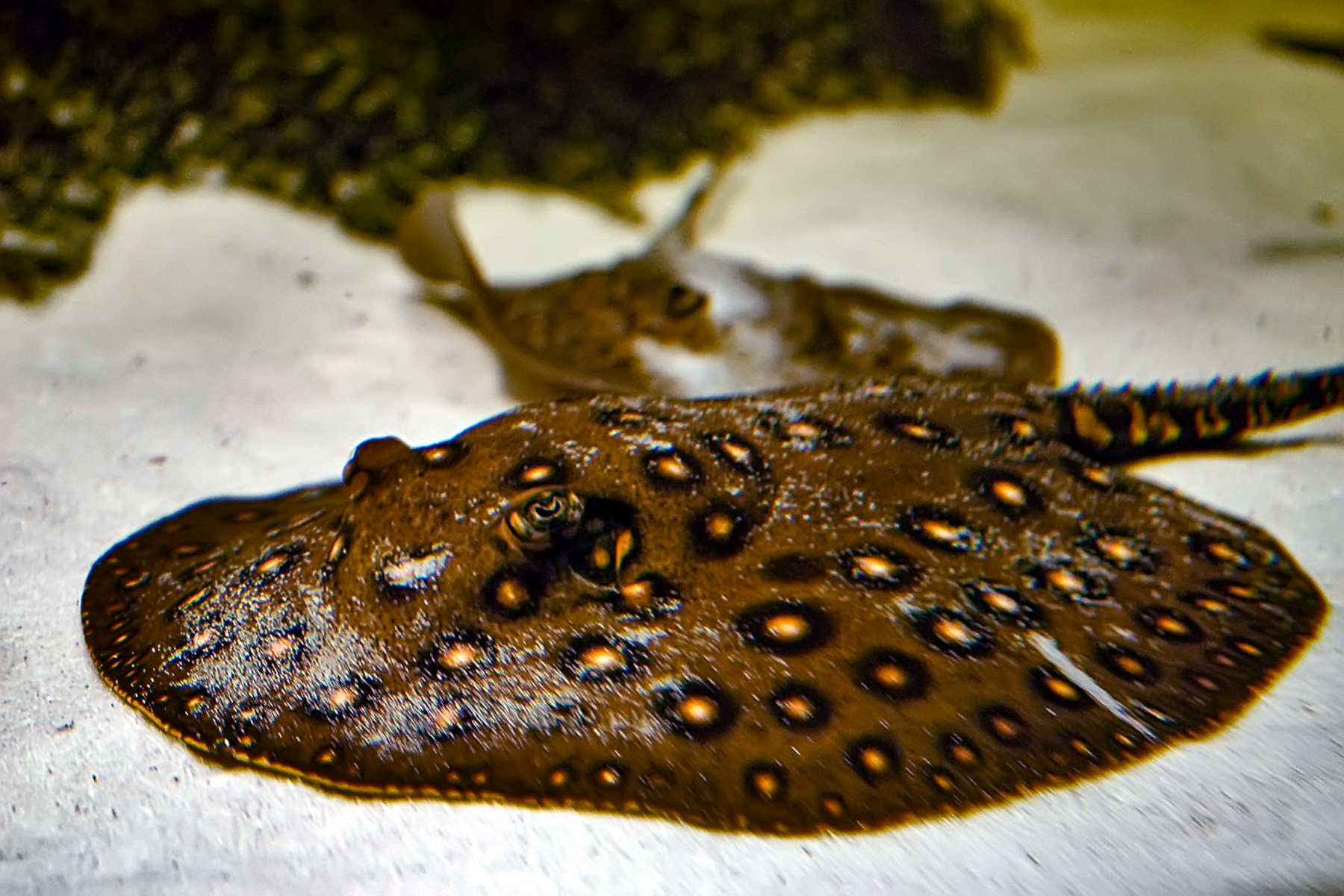

Płaszczka plamista, płaszczka rzeczna (Potamotrygon motoro) – gatunek słodkowodnej ryby chrzęstnoszkieletowej występującej w północnej części Ameryki Południowej. Najbardziej popularny gatunek rodzaju Potamotrygon, hodowany w akwariach.

## Opis
Ciało ryby jest silnie spłaszczone, pokryte szorstkimi wyrostkami. Górna część ciała jest szara, pokryta żółtymi kropkami. Otwór gębowy znajduje się po spodniej stronie ciała. Płaszczka porusza się głównie po dnie. W akwarium dorasta do 50 cm, w naturze znacznie więcej, ponad 80 cm. W połowie ogona ma kolce jadowe (zazwyczaj dwa). Trucizna może być niebezpieczna dla człowieka. Wbicie kolca w rękę człowieka wiąże się z dużym bólem. Należy wówczas zanurzyć rękę w ciepłej wodzie i skonsultować się z lekarzem.

## Warunki hodowlane
| Zalecane warunki w akwarium | Zalecane warunki w akwarium |
| --------------------------- | --------------------------- |
| Zbiornik                    | minimum 600–1000 litrów     |
| Temperatura wody            | 24–28 °C                    |
| Twardość wody               | 1–10°n                      |
| Skala pH                    | 6,0–7,0                     |
| Pokarm                      | żywy, mrożony i suchy       |

Dorasta do stosunkowo dużych rozmiarów. Należy zapewnić możliwie jak największy zbiornik. Dla pary młodych ryb wystarczy akwarium 600 litrów, dla większych ryb należy zapewnić zbiornik minimum 1000 litrów. W akwarium należy pozostawić dużo miejsca do pływania. Jako podłoże wskazane jest zastosowanie piachu. Doskonale czuje w akwarium biotopowym. Należy zapewnić obfitą dietę, szczególnie z udziałem pokarmów mrożonych. W związku z obecnością kolca jadowego, podczas prac porządkowych należy zachować szczególną ostrożność.

## Dymorfizm płciowyi rozmnażanie
Samica ma płetwy brzuszne u nasady ogona, a u samca zostały przekształcone w narządy płciowe. Do rozmnażania w akwariach dochodzi rzadko, jednak jest to możliwe. Ciąża trwa około 100 dni. Samica rodzi od 1 do 10 sztuk młodych o średnicy ok. 7 cm.